# Lista de personagens de DMZ
DMZ é  uma série mensal sendo publicada pela DC Comics pelo seu selo Vertigo. Escrita por Brian Wood,  desenhada majoritariamente por Riccardo Burchielli, com colaborações de Wood, Kristian Donaldson e Ryan Kelly, e com Wood sendo também responsável pela arte das capas das primeiras 34 edições, função que passou a ser exercida pelo artista John Paul Leon, a série começou originalmente a ser publicada em novembro de 2005 e seu título, a sigla para DeMilitarized Zone ("zona desmilitarizada" em inglês) refere-se à situação em que se encontra o cenário das história - a ilha de Manhattan, em Nova Iorque - após uma guerra civil eclodir nos Estados Unidos.
O protagonista da série é Matthew Roth, um fotojornalista, e, no decorrer de seus cinco anos na cidade, ele conhece uma miríade de personagens, que compõem o elenco da série.

## Personagens principais

### Matthew Roth
Matthew Roth: Um ingênuo fotojornalista que conseguiu um estágio junto à equipe de Viktor Ferguson, um ganhador do Pulitzer que está prestes a embarcar numa viagem à Manhattan. Lá, a equipe é atacada e somente Matt sobrevive. Ele acaba se tornando o único jornalista presente na ilha.

### Zee Hernandez
Zee Hernandez: Estudante de Medicina que ficou em Manhattan após a grande evacuação e que, inicialmente, não confia em Matt, mas acaba se afeiçoando a ele.

### Wilson
Wilson, uma figura notória no bairro de Chinatown, Wilson é um homem misterioso, com ligações em todas as partes do bairro, indicando ser um dos "chefões" da cidade.

### Kelly Connoly
Kelly Connoly, uma correspondente da Independent World News, a emissora rival da Liberty News. Kelly e Matt se envolvem romanticamente durante os eventos de Body of a Journalist.

### Parco Delgado
Parco Delgado é um afroamericano que ascende à posição de prefeito durante a realização de eleições, no arco Blood in the Game, publicado em 2008. Sua aclamação popular e a sensação de esperança inicialmente instalada após sua eleições fizeram com que fosse comparado com Barack Obama, que no mesmo ano foi eleito Presidente dos Estados Unidos. Entretanto, histórias posteriores retratariam Delgado como um dos antagonistas da história.

## Facções

### Estados Unidos
O governo oficial dos Estados Unidos. 

### Os Fantasmas do Central Park
Soames lidera os "Fantasmas", um pequeno grupo militar formado por ex-soldados dos EUA e dos ESA, que guardam o Central Park.

## Outros personagens

### EmBody of a Journalist
- Viktor Ferguson

- Eve Lindon